# Haslemere
Haslemere – miasto w Wielkiej Brytanii, w Anglii w hrabstwie Surrey, niedaleko granicy z hrabstwami Hampshire i West Sussex. Położone jest 19 km na południowy zachód od Guildford, nieopodal źródła rzeki South Wey (ramię źródłowe Wey), u podnóża wzgórza Blackdown. Miasto zamieszkane jest przez 15 632 osoby.

## Historia
Pierwsza udokumentowana wzmianka o mieście pojawiła się w roku 1221. Nazwa oznacza drzewa leszczyny rosnące nad jeziorem. Jezioro nie dochowało się do czasów współczesnych. Swą średniowieczną pisownię miasto zachowało do dziś, co w przypadku miast angielskich jest rzadkością. W XIV wieku Haslemere otrzymało prawa handlowe od króla Ryszarda II. Znaczenie miasta wzrosło po oddaniu do użytku w roku 1858 linii kolejowej z Portsmouth do Londynu. 

## Miasta partnerskie
- Bernay
- Horb am Neckar